# Championnats de France de paratriathlon 2020
Navigation
2019 2021
Les championnats de France de paratriathlon 2020 ont lieu à Quiberon le samedi 5 septembre 2020.

## Palmarès
31 compétiteurs sont inscrits pour 2020, 22 hommes et 9 femmes. Classement général de la course qui s'est déroulée sur distance S, ils mettent en œuvre la classification de handicap validée par la Fédération internationale de triathlon

### Hommes
| Position           | PTWC             | PTS2              | PTS3             | PTS4                      | PTS5                 | PTVI              |
| ------------------ | ---------------- | ----------------- | ---------------- | ------------------------- | -------------------- | ----------------- |
| Médaille d'or      | Alexandre Paviza | Jules Ribstein    | Michaël Herter   | Alexis Hanquinquant       | Yannick Bourseaux    | Thibaut Rigaudeau |
| Médaille d'argent  | Ahmed Andaloussi | Geoffrey Wersy    | Cédric Denuzière | Benjamin Lacroix Desmazes | Antoine Besse        | Antoine Perel     |
| Médaille de bronze | Louis Noël       | Marc Gaviot-Blanc | Anthony Bethléem | Adrien Alauzet            | Pierre-Antoine Baele | Arnaud Grandjean  |

### Femmes
| Position           | PTWC         | PTS2             | PTS3       | PTS4             | PTS5             | PTVI                |
| ------------------ | ------------ | ---------------- | ---------- | ---------------- | ---------------- | ------------------- |
| Médaille d'or      | Mona Francis | Cécile Saboureau | Élise Marc | Coline Grabinski | Sandra Chaleteix | Annouck Curzillat   |
| Médaille d'argent  | NA           | NA               | NA         | NA               | NA               | Mériam Amara        |
| Médaille de bronze | NA           | NA               | NA         | NA               | NA               | Héloïse Courvoisier |